# レベスク
レベスク（英：Levesque）は、フランスのブルターニュ地方原産のセントハウンド犬種のひとつである。犬種名は作出者であるロガディエン・レベスクにちなんでつけられた。犬種名はレヴェスクと表記されることもある。

## 歴史
19世紀後半に上記のロガディエン・レベスクがグラン・ブルー・ド・ガスコーニュ、グラン・ガスコン・サントジョワ、グラン・グリフォン・バンデーン、イングリッシュ・フォックスハウンドを掛け合わせて作出し、1873年に完成・命名された。
主にレベスク自身がセントハント（嗅覚猟）を行うためにパックで用いた。獲物のにおいを追跡し、発見するのがレベスク犬の役割である。シカなどの大型獣の場合はカミ留めを行うこともあるが、基本的には追跡のみを仕事とし、小型の獲物には手出しをしない。
優秀な能力を買われ、1957年にシャン・ブラン・エ・ノワールという犬種の作出に大きくかかわった。しかし、レベスクの死後、その頭数は大きく減少し、現在は絶滅の危機に陥っている。これはもとから本種が非常に希少な犬種であり、レベスク専用の犬種であったためほとんど普及していなかったことなどが原因である。

## 特徴
やせて骨ばった体型をしたセントハウンドである。頭部と脚は細長く、胸は狭い。痩身でありながら力が強く、活発である。耳は垂れ耳、尾は垂れ尾。コートはショートコートで、毛色はホワイト・アンド・ブラック。大型犬サイズで、性格は元気があり愛情深く、従順である。運動量は非常に多い。